# Český lev 2016
Český lev 2016 je 24. ročník cen České filmové a televizní akademie Český lev. Akademie mohla vybírat celkem ze 71 celovečerních hraných, animovaných a dokumentárních filmů uvedených do distribuce v roce 2016. Hlasování 112 členů ČFTA o nominacích bylo uzavřeno 13. ledna 2017. Nejvíce nominací získaly snímky Masaryk (14), Anthropoid (12) a Učitelka. Masaryk přitom splnil podmínky akademie díky prosincovému uvedení v jediném kinosále, ačkoli byl do běžné distribuce uveden až 9. března 2017. Televizní tvorbu do dvou kategorií nominovali sami vysílatelé – Česká televize, HBO Europe, TV Nova a TV Prima – a akademie z nich vybírala v jednokolovém hlasování.
Udílecí ceremoniál se uskutečnil 4. března 2017. Slavnostní večer ve Dvořákově síni pražského Rudolfina moderovala Adela Banášová, na piano preludovali Ondřej Brzobohatý a Ondřej Brousek. Režisérem ceremoniálu byl Michael Čech a v přímém přenosu jej vysílala Česká televize na stanici ČT1. Mediální kampaň zahrnovala reklamní spoty režírované Danielem Růžičkou a inspirované filmem Anděl Páně 2.
Celkem 12 ocenění získal snímek Masaryk, včetně hlavní kategorie.

## Ceny a nominace

### Nejlepší film
- Masaryk – producenti Rudolf Biermann, Julius Ševčík
- Anthropoid – producenti Mickey Liddell, Pete Shilaimon, Sean Ellis, David Ondříček, Kryštof Mucha
- Já, Olga Hepnarová – producenti Tomáš Weinreb, Petr Kazda, Vojtěch Frič, Marcin Kurek, Sylwester Banaszkiewicz, Marian Urban
- Rodinný film – producent Jiří Konečný
- Učitelka – producenti Zuzana Mistríková, Ľubica Orechovská, Ondřej Zima, Jan Prušinovský

### Nejlepší dokumentární film
- Normální autistický film – producent Jan Macola
- Bratříček Karel – producentky Barbara Ławska, Hana Třeštíková
- FC Roma – producentky Pavla Janoušková Kubečková, Tereza Polachová
- Zákon Helena – producentka Klára Žaloudková
- Zkáza krásou – producentka Hana Třeštíková

### Nejlepší režie
- Masaryk – Julius Ševčík
- Anthropoid – Sean Ellis
- Já, Olga Hepnarová – Tomáš Weinreb, Petr Kazda
- Rodinný film – Olmo Omerzu
- Učitelka – Jan Hřebejk

### Nejlepší ženský herecký výkon v hlavní roli
- Já, Olga Hepnarová – Michalina Olszańska
- Nikdy nejsme sami – Lenka Vlasáková
- Rodinný film – Vanda Hybnerová
- Teorie tygra – Eliška Balzerová
- Učitelka – Zuzana Mauréry

### Nejlepší mužský herecký výkon v hlavní roli
- Masaryk – Karel Roden
- Anděl Páně 2 – Ivan Trojan
- Anthropoid – Cillian Murphy
- Nikdy nejsme sami – Karel Roden
- Teorie tygra – Jiří Bartoška

### Nejlepší ženský herecký výkon ve vedlejší roli
- Já, Olga Hepnarová – Klára Melíšková
- Lída Baarová – Simona Stašová
- Masaryk – Arly Jover
- Polednice – Daniela Kolářová
- Rudý kapitán – Zuzana Kronerová

### Nejlepší mužský herecký výkon ve vedlejší roli
- Masaryk – Oldřich Kaiser
- Anděl Páně 2 – Boleslav Polívka
- Anthropoid – Jamie Dornan
- Masaryk – Hanns Zischler
- Nikdy nejsme sami – Miroslav Hanuš

### Nejlepší scénář
- Masaryk – Petr Kolečko, Alex Koenigsmark, Julius Ševčík
- Anthropoid – Anthony Frewin, Sean Ellis
- Já, Olga Hepnarová – Tomáš Weinreb, Petr Kazda
- Nikdy nejsme sami – Petr Václav
- Učitelka – Petr Jarchovský

### Nejlepší kamera
- Masaryk – Martin Štrba
- Anthropoid – Sean Ellis
- Já, Olga Hepnarová – Adam Sikora
- Nikdy nejsme sami – Štěpán Kučera
- Polednice – Alexander Šurkala

### Nejlepší střih
- Masaryk – Marek Opatrný
- Anděl Páně 2 – Jan Mattlach
- Anthropoid – Richard Mettler
- Učitelka – Vladimír Barák
- Zkáza krásou – Jakub Hejna

### Nejlepší zvuk
- Masaryk – Viktor Ekrt, Pavel Rejholec
- Anděl Páně 2 – Radim Hladík jr.
- Anthropoid – Yves Marie Omnes
- Lichožrouti – Jan Čeněk, Richard Müller
- Polednice – Petr Šoupa, Martin Jílek, Viktor Prášil

### Nejlepší hudba
- Masaryk – Michal Lorenc, Kryštof Marek
- Anthropoid – Robin Foster
- Lída Baarová – Ondřej Soukup
- Rudý kapitán – Petr Ostrouchov
- Učitelka – Michal Novinski

### Nejlepší filmová scénografie
- Masaryk – Milan Býček
- Anthropoid – Morgan Kennedy
- Lída Baarová – Zdeněk Flemming
- Lichožrouti – Galina Miklínová
- Učitelka – Juraj Fábry

### Nejlepší kostýmy
- Masaryk – Katarína Štrbová Bieliková
- Anděl Páně 2 – Katarína Hollá
- Anthropoid – Josef Čechota
- Já, Olga Hepnarová – Aneta Grňáková
- Učitelka – Katarína Štrbová Bieliková

### Nejlepší masky
- Masaryk – Lukáš Král
- Anděl Páně 2 – Andrea McDonald
- Anthropoid – Gabriela Poláková, Linda Eisenhamerová
- Já, Olga Hepnarová – Alina Janerka
- Učitelka – Anita Hroššová

### Nejlepší televizní film nebo minisérie
- Zločin v Polné (minisérie, Česká televize) – režie Viktor Polesný
- Hlas pro římského krále (TV film, Česká televize) – režie Václav Křístek
- Modré stíny (minisérie, Česká televize) – režie Viktor Tauš

### Nejlepší dramatický televizní seriál
- Pustina (HBO Europe) – režie Ivan Zachariáš a Alice Nellis
- Kosmo (Česká televize) – režie Jan Bártek
- Rapl (Česká televize) – režie Jan Pachl

### Mimořádný přínos české kinematografii
- Mezinárodní filmový festival Karlovy Vary – Eva Zaoralová a Jiří Bartoška

### Cena Magnesia za nejlepší studentský film
nestatutární cena
- Kyjev Moskva – Anna Lyubynetska
- 3. poločas – Jiří Volek
- Benny – Michal Hruška
- Černý dort – Johana Švarcová
- Vězení – Damián Vondrášek

### Nejlepší filmový plakát
nestatutární cena
- Já, Olga Hepnarová – Lukáš Veverka
- Masaryk – Rudolf Biermann, Julius Ševčík
- Polednice – Petr Skala
- Učitelka – Michal Tilsch
- Vlk z Královských Vinohrad – Tereza Kučerová, Jakub Suchý

### Cena filmových fanoušků
nestatutární cena
- Anthropoid – režie Sean Ellis